# Rosellinia corticium
Rosellinia corticium är en svampart som tillhör divisionen sporsäcksvampar, och som först beskrevs av Schwein. och Fr., och fick sitt nu gällande namn av Pier Andrea Saccardo. Rosellinia corticium ingår i släktet Rosellinia, och familjen kolkärnsvampar. Arten är reproducerande i Sverige.